# Distretto di Wuling
Il distretto di Wuling (武陵区S, Wǔlíng QūP) è un distretto della Cina, situato nella provincia di Hunan e amministrato dalla prefettura di Changde.